# Salonik Chopinów w Warszawie

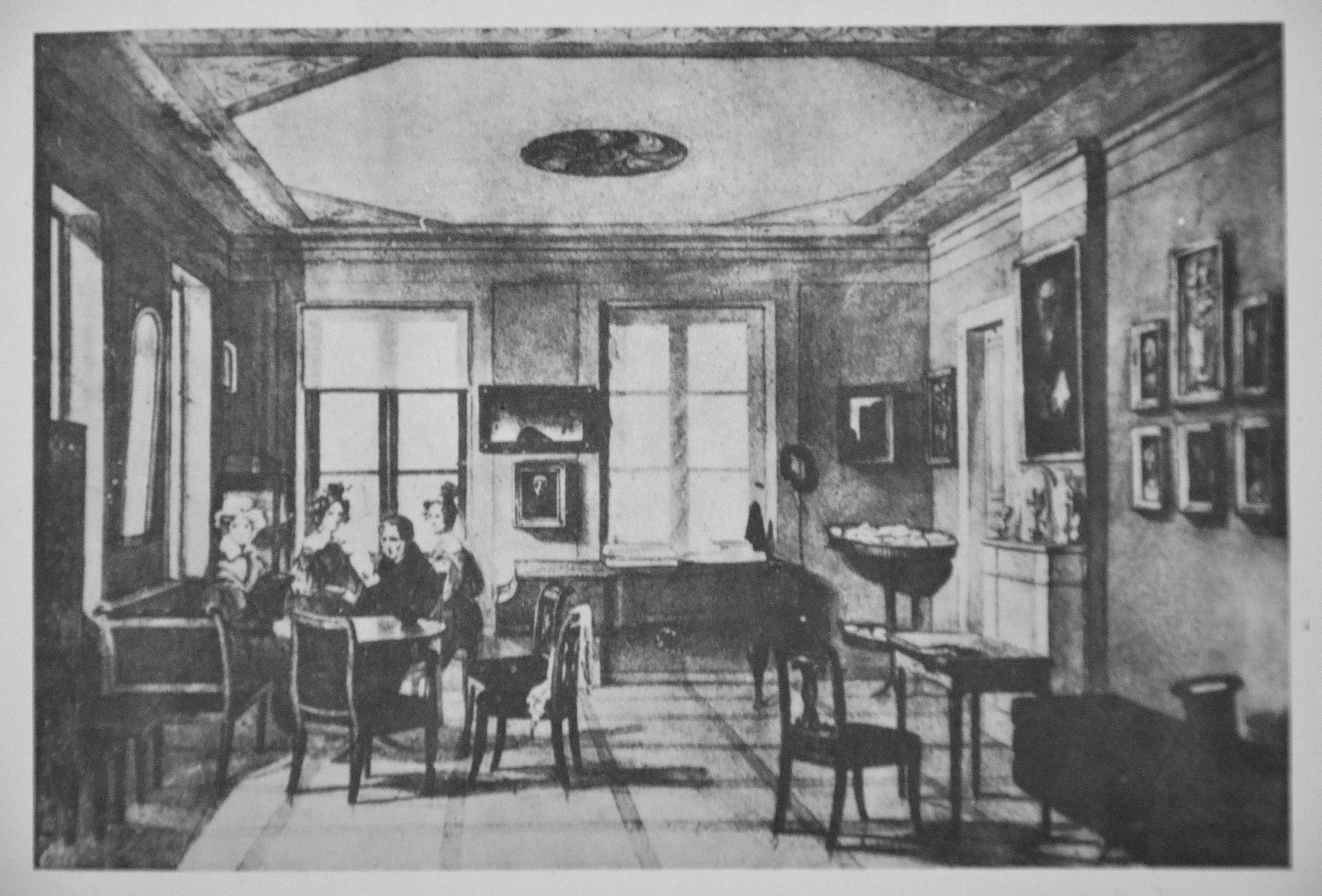
Salonik Chopinów na rysunku Antoniego Kolberga z 1832

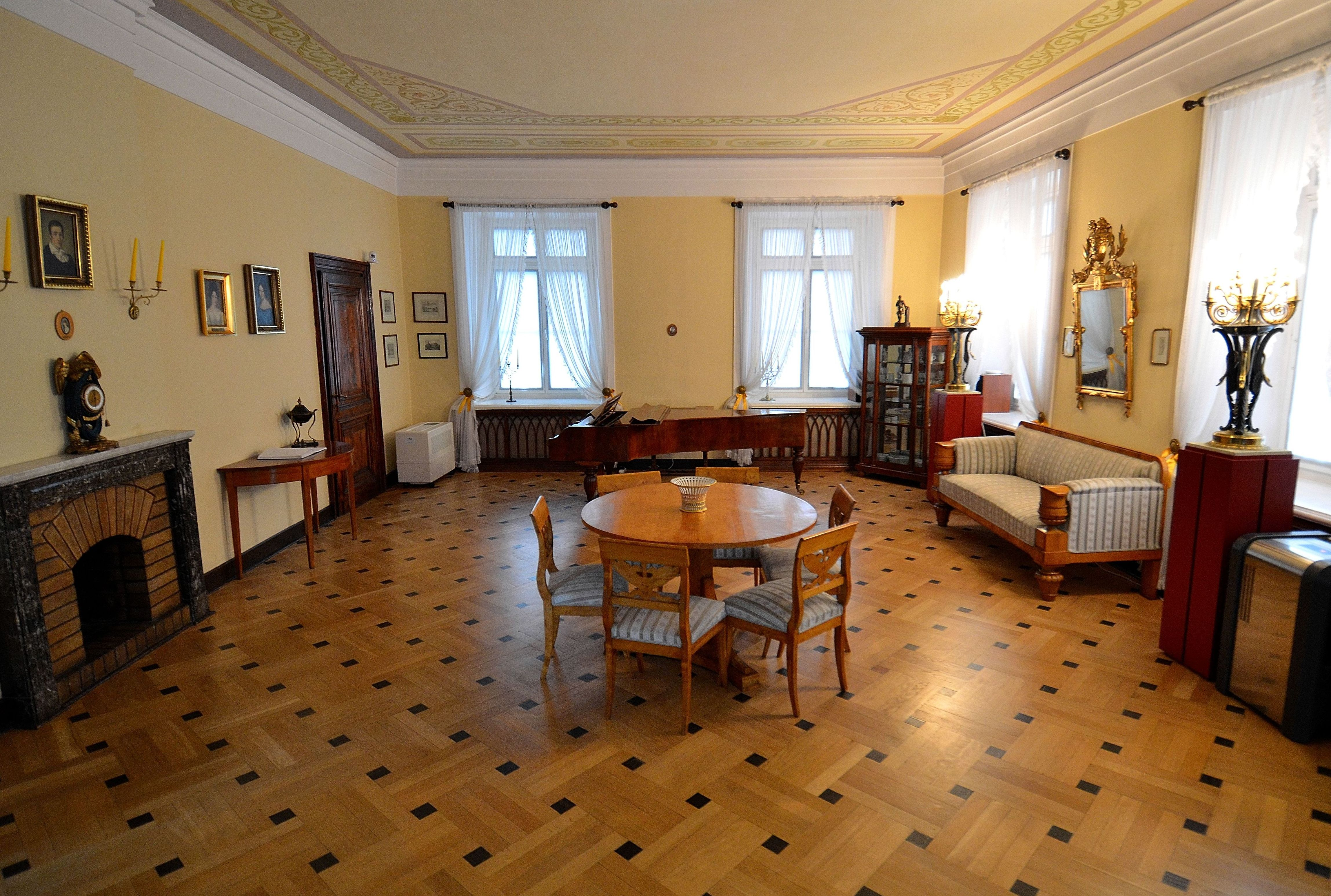
Salonik Chopinów zrekonstruowany na podstawie pracy Kolberga

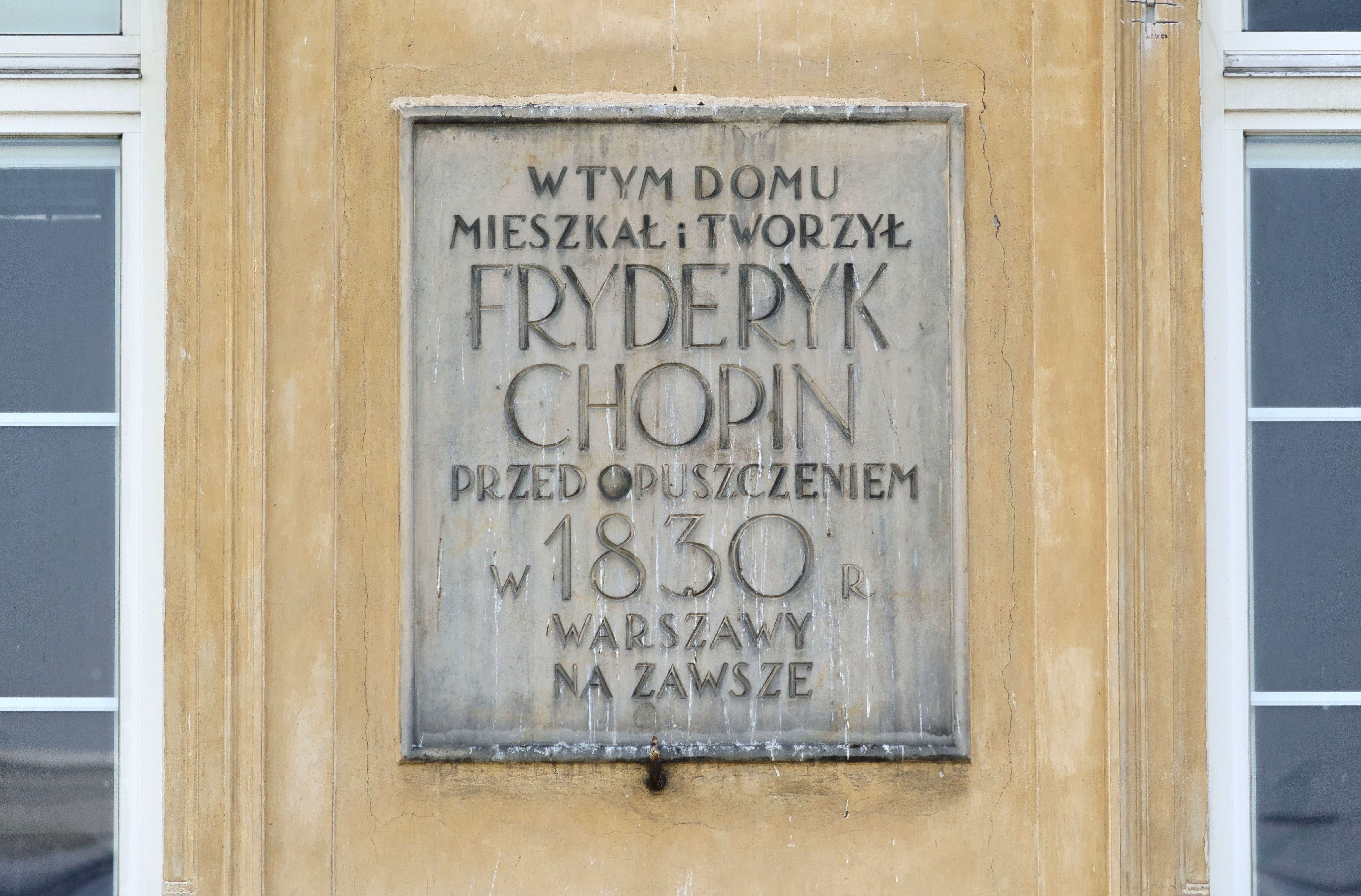
Tablica pamiątkowa na fasadzie

Salonik Chopinów – oddział Muzeum Fryderyka Chopina działający w latach 1960–2014, znajdujący się  w lewej oficynie pałacu Czapskich przy ul. Krakowskie Przedmieście 5 w Warszawie. 
Muzeum mieściło się w zrekonstruowanym po wojnie największym pokoju ostatniego warszawskiego mieszkania rodziny kompozytora. Zostało zlikwidowane w 2014 decyzją władz Akademii Sztuk Pięknych, podczas remontu oficyny pałacu.

## Historia
Rodzina Chopinów przeprowadziła się do Pałacu Czapskich (nazywanego wówczas Pałacem Krasińskich) z gmachu porektorskiego Uniwersytetu w czerwcu 1827, kilka tygodni po śmierci siostry Fryderyka, Emilii. Był to główny powód przeprowadzki – dalsze przebywanie w miejscu, w którym chorowało i zmarło najmłodsze z rodzeństwa, zbyt boleśnie oddziaływało na pozostałych.
Nowe mieszkanie Chopinów było dwukondygnacyjne. Składało się z obszernego lokalu na II piętrze oficyny oraz kilku pokoików w facjacie, przeznaczonych na internat dla uczniów, który prowadził Mikołaj Chopin. Tutaj po jakimś czasie (Fryderyk Chopin wspomina o tym w liście do swego przyjaciela Tytusa Wojciechowskiego datowanym 27 grudnia 1828) urządzono również pokój dla młodego kompozytora. Znalazły się w nim m.in. biurko i fortepian (pokój nie został odtworzony). 
W mieszkaniu Chopinów w Pałacu Czapskich powstały, i po raz pierwszy w gronie najbliższych zostały wykonane najważniejsze utwory młodzieńczego okresu twórczości kompozytora m.in. jego dwa jedyne koncerty fortepianowe e-moll op. 11 oraz f-moll op. 21. Bywali tutaj m.in. Józef Elsner, Samuel Bogumił Linde, Juliusz Kolberg, Kajetan Koźmian, Jan Ursyn Niemcewicz, Józef Bohdan Zaleski i Stefan Witwicki. Częstymi gośćmi byli również szkolni koledzy i przyjaciele Fryderyka.
Pomiędzy oknami pierwszego piętra oficyny, od strony Krakowskiego Przedmieścia, 2 listopada 1930 odsłonięto tablicę pamiątkową o treści: W tym domu mieszkał i tworzył Fryderyk Chopin przed opuszczeniem w 1830 r Warszawy na zawsze.
Zniszczony w czasie wojny Pałac Czapskich został odbudowany w latach 1948–1959.

## Muzeum
Jednosalowe muzeum mieściło się na II piętrze budynku zajmowanego przez Wydział Grafiki Akademii Sztuk Pięknych. Projekt rekonstrukcji wnętrza saloniku na podstawie rysunku Antoniego Kolberga z 1832 opracowała Barbara Brukalska. Ponieważ z oryginalnego mieszkania Chopinów nie zachowały się żadne elementy wyposażenia, prezentowane były tam różne przedmioty z epoki m.in.:
- fortepian z I poł. XIX w. wykonany w warszawskiej pracowni Fryderyka Buchholtza, należący do Ferenca Liszta,
- pianino wykonane przez paryską firmę Ignacego Pleyela z 1855,
- sekretera w stylu empire z lat 1810–1820 z kolekcji Krystyny z Ciechomskich Gołębiewskiej (praprawnuczki siostry Fryderyka, Ludwiki Jędrzejewiczowej),
- wykonany w tym samym stylu z drewna brzozowego okrągły stół, komplet krzeseł oraz sofa, nad którą umieszczono lustro w złoconych ramach.

W saloniku znajdował się również kominek, a na ścianach można było obejrzeć m.in. kopie portretów członków rodziny Fryderyka Chopina, faksymilia dwóch karykatur narysowanych przez wielkiego kompozytora oraz ryciny przedstawiające dziewiętnastowieczną Warszawę.
Muzeum zostało otwarte w lutym 1960 w czasie głównych uroczystości Roku Chopinowskiego. Zostało zlikwidowane decyzją władz Akademii Sztuk Pięknych podczas remontu oficyny pałacu Czapskich. Zwolnione pomieszczenia zostały przejęte przez ASP, a depozyty z Saloniku zwrócono do Muzeum Narodowego. 